# Steinfurt (Gosen-Neu Zittau)
Steinfurt ist ein Gemeindeteil der Gemeinde Gosen-Neu Zittau im Landkreis Oder-Spree in Brandenburg.

## Geographische Lage
Steinfurt liegt südöstlich des Gemeindezentrums und grenzt im Norden an den Ortsteil Freienbrink von Spreeau (zu Grünheide (Mark)) an. Dazwischen fließt von Südosten kommend in nordöstlicher Richtung die Spree. Südöstlich ist der Gemeindeteil Stäbchen, der zum Spreenhagener Ortsteil Hartmannsdorf gehört.  Im Nordwesten führt die Bundesautobahn 10 an der Gemarkung vorbei.

## Geschichte
Im Schmettauschen Kartenwerk ist eine Wohnbebauung bereits erkennbar. Ein weiterer Hinweis findet sich im Verzeichniß des Regierung=Bezirks Potsdam nach der neuesten Kreiseintheilung aus dem Jahr 1817. Dort ist Steinfurth als Erbzinsgut des Amtes Storkow zu Wenzlow gehörig aufgeführt. Kirchlich ist es zu dieser Zeit nach Neu Zittau eingepfarrt.

## Wirtschaft und Infrastruktur

### Wirtschaft
Im Ort ist ein Taxiunternehmer ansässig.

### Verkehr
Die Steinfurter Straße führt von Nordwesten kommend in östlicher Richtung durch den Ort. Kurz vor der Spree zweigt sie nach Süden hin ab und stellt eine Verbindung zu Hartmannsdorf her. Über die Buslinie 424 bestehen Verbindungen nach Gosen und Erkner.